# Jilovský potok
Jilovský potok är ett vattendrag i Tjeckien. Det ligger i den norra delen av landet, 80 km norr om huvudstaden Prag.